# Pallavolo Perugia
La Pallavolo Perugia è una società pallavolistica femminile italiana con sede a Perugia.

## Storia
La Pallavolo Perugia nasce nel 2014 dall'unione di Polisportiva Monteluce, Pallavolo San Sisto e Sirio Perugia, già partecipanti dal 2012 al consorzio Pallavolo Perugia 2012.
Grazie al titolo sportivo della Polisportiva Monteluce, partecipa nella stagione 2014-15 al campionato di Serie B2 ma subisce una immediata retrocessione in Serie C. L'annata successiva partecipa, tuttavia, ancora alla quarta serie nazionale, acquisendo il titolo dalla Polisportiva L'Arena di Reggio Emilia.
Nella stagione 2017-18 ottiene la promozione in Serie B1, campionato al quale partecipa per quattro stagioni consecutive: chiudendo al primo posto l'edizione 2021-22 e vincendo la finale dei play-off promozione con il Melendugno, ottiene la conseguente promozione in Serie A2.
Nella stagione 2022-23 fa il suo debutto nella serie cadetta: l'annata termina tuttavia con l'immediata retrocessione. Per la stagione seguente la società decide di rinunciare all'iscrizione al campionato di Serie B1, proseguendo da allora l'attività solo a livello giovanile.